# Christina von Bolsena

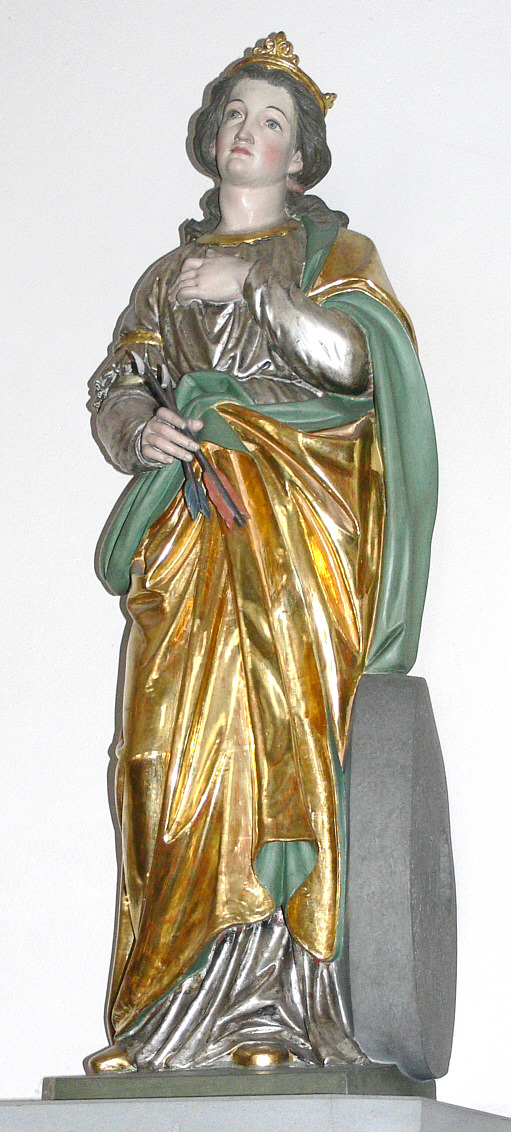
Statue der hl. Christina von Moriz Schlachter, Pfarrkirche St. Christina, Ravensburg, um 1889

Christina von Bolsena lebte im 3. Jahrhundert in der Gegend der römischen Stadt Bolsena. Sie wird in der katholischen Kirche als Jungfrau und Märtyrin verehrt.

## Geschichte
Im Jahr 1880 wurden nahe der Stadt Bolsena in Italien die Fundamente einer christlichen Basilika freigelegt. Daneben fand man einen Friedhof mit römischen – dem Apollo geweihten – und christlichen Gräbern. Im freigelegten Hochaltar der Basilika entdeckte man eine antike Marmorurne mit den Reliquien der Heiligen. Die Altarplatte trägt die Inschrift: † I.R.Q.E.S.C.P.B.A.T.X.M. Diese Inschrift wird als Abkürzung für Hic requiescit corpus Beatae Xristinae Martyris („Hier ruht der Leib der seligen Märtyrin Christina“) gedeutet. Die in der Urne enthaltenen Knochenreste sind die eines jungen Mädchens. Den archäologischen Funden – Mauerreste, Münzen und andere Inschriften – zufolge wurde die Kirche Santa Cristina im 10. Jahrhundert errichtet.
Die weite Verehrung der Heiligen wurde dadurch begünstigt, dass Bolsena Station auf dem Pilgerweg der Via Francigena (die hier mit dem Verlauf der Via Cassia identisch ist) nach Rom war – Pilger brachten die Erzählungen von der Märtyrin in die gesamte christliche Welt. Die Legendenbildung wurde wohl auch durch andere Heiligenerzählungen beeinflusst; Parallelen zur Legende der heiligen Barbara legen Verwechslungen nahe. Der Gedenktag der heiligen Christina wird in der katholischen Kirche seit dem 8. Jahrhundert am 24. Juli gefeiert. Die hl. Christina gehört zu den Stadtpatronen von Palermo.

## Überlieferung
Christina wuchs in einem sehr wohlhabenden Elternhaus auf. Obwohl sie sehr schön war und viele sie zur Gattin nehmen wollten, weigerten sich ihre Eltern, sie jemandem zur Ehe zu geben, denn sie wollten die Jungfrau dem Dienste der römischen Götter weihen. Ihr Vater schloss sie deshalb vorsichtshalber mit zwölf Dienerinnen in einen Turm ein und gab ihr silberne und goldene Götterbildnisse mit.
Eine ihrer Dienerinnen, die Christin war, unterrichtete sie im christlichen Glauben. Die anderen Dienerinnen berichteten Christinas Vater, dass diese den Göttern nicht die üblichen Weihrauchopfer darbringen wolle. Ihr Vater redete auf sie ein, sie solle nicht nur einem Gott opfern, denn dies würde die anderen Götter erzürnen. Christina erwiderte, sie bringe ihr Opfer nur dem dreifaltigen Gott dar. Dann zerbrach sie die Götterbildnisse ihres Vaters und verteilte das Gold und Silber an die Armen. Als ihr Vater dies hörte, wurde er so zornig, dass er Christina mit Ruten auspeitschen und ins Gefängnis bringen ließ. Christinas Leib wies wundersamerweise keine Spuren der Schläge auf. Ihr Vater konnte sich dies nur mit Zauberei erklären und ließ Christina auf ein Schiff bringen, wo man sie mit einem Mühlstein um den Hals im Meer versenken wollte. Doch eilten Engel zur Hilfe, die sie über Wasser hielten und sie wieder aufs Land führten. Dort warf man sie in einen glühenden Ofen, in dem sie fünf Tage und Nächte überlebte. Später ließ man Schlangen auf sie los. Die giftigen leckten ihr die Füße, die anderen schlangen sich um ihren Hals, ohne ihr irgendein Leid zuzufügen. Zuletzt riss man ihr die Zunge heraus, doch Christina verlor die Sprache nicht. Im Tempel des Apollo stürzten auf ihr Gebet die Götzenbilder in den Staub.
Daraufhin durchbohrte man Christina mit zwei Pfeilen. Der eine traf sie ins Herz, der zweite in die Seite, worauf die Märtyrin starb. Sie gilt als Patronin der Müller, Seeleute und Bogenschützen.